# Doble tentación
Doble tentación, con su lema «Un reality irresistible», fue un reality show chileno producido y transmitido por Mega.El programa fue presentado por Karla Constant y Karol Dance.
28 participantes (7 parejas y 14 solteros, llamados "tentaciones", tanto famosos como desconocidos) inicialmente entraron a la producción, quedando aislados en un recinto en Calera de Tango, al sur de Santiago de Chile. La premisa del concurso consiste reunir parejas y personas solteras, los que tendrán el rol de "tentar" a los comprometidos. A diferencia de realities anteriores como Amor a prueba, esta vez la pareja se vio enfrentada a una doble tentación. Además los participantes compitieron cada semana para no ser eliminados.
El ingreso de los participantes al concurso fue el 9 de enero de 2017 y el programa se estrenó 7 días después, el 16 de enero de 2017. Ubicado en Calera de Tango, el reality comienza con 7 parejas y 14 solteros. Los participantes deben competir en desafíos que ponen a prueba sus propias habilidades y su compatibilidad como un equipo.

## Producción
Tras el rotundo éxito de sus antecesores, Amor a prueba y ¿Volverías con tu ex?, surgieron vehementes rumores sobre la producción de un nuevo reality show. Así, a fines de noviembre de 2016 se anunció una nueva producción por parte del equipo de entretención de Mega. Según se señaló en los medios de comunicación, una de las inspiraciones del proyecto nació desde el intercambio de parejas que ocurrió espontáneamente en la casona de Calera de Tango en el reality ¿Volverías con tu ex?: con Galadriel Caldirola, Leandro Penna, Aylén Milla y Marco Ferri como sus protagonistas. Los realizadores no dejaron pasar el hecho, por lo que decidieron replicarlo en pantalla al poner en aprietos a una serie de parejas que debieron enfrentar la seducción, no tan sólo de un tercero o de un ex, sino que de dos agentes externos denominados "tentaciones".
El programa se estrenó el 16 de enero de 2017 por Mega. El centro de operaciones del programa está a una hora de Santiago y, como estrategia, Mega no reveló el lugar para mantener el carácter de aislados. Para realizar el reality el director se inspiró en diversos reality shows y películas, entre ellos sus más recientes proyectos televisivos.

### Casting
El casting para definir a los veintiocho integrantes de la experiencia comenzó en el mes de noviembre de 2016. A diferencia de otros programas del estilo, esta vez no hubo casting vía internet, sino que la selección de participantes se hizo de manera secreta e interna en la producción. Los concursantes están divididos en un grupo de personajes conocidos y otro de anónimos, los primeros confirmados para este proyecto fueron: DJ Méndez y su esposa Marcela Duque. El día 15 de diciembre de 2016 se confirmó la participación de la exnovia de Marco Ferri y modelo cubana, Lisandra Silva, como tentación, y de Maximiliano Ferres, personal trainer argentino, también con el mismo rol que la anterior. Un día después, el 16 de diciembre, se confirmó el ingreso de: Francisca Undurraga,modelo chilena; Angie Jibaja, actriz y exparticipante de Pareja perfecta, junto a su pareja Felipe Lasso; y, de José Luis "Joche" Bibbó, modelo argentino y exparticipante de 40 ó 20, Mundos opuestos y Trepadores, con su pareja Fernanda Figueroa. El día sábado 17 de diciembre, se anunció la participación de una nueva pareja: Glendis Leiva y Ernesto Contreras, ambos cubanos, pero residentes en Chile.
El día 28 de diciembre de 2016, se confirmó la participación de los ganadores del reality ¿Volverías con tu ex?: Luis Mateucci y Oriana Marzoli.Por su parte, el día 6 de enero de 2017 se anunció la lista completa de participantes. Aunado a las anteriores confirmaciones, se anunciaron las siguientes parejas: Ignacio Lastra y Silvina Varas, modelo y estudiante de nutrición, ambos chilenos; y, Cristóbal Álvarez, modelo y Mister Real Universe 2015, junto Ángela Duarte, estudiante de enfermería. En cuanto a tentaciones, se se anunció la participación de: Melina Figueroa, modelo y exparticipante de Mundos opuestos 2 y Amor a prueba; Dominique Lattimore, modelo y exparticipante de Calle 7 y Generaciones cruzadas; Romina Malaspina, modelo y exparticipante de Gran Hermano Argentina, Ingrid Hansen Vik, modelo ecuatoriana y expareja de Cristóbal Álvarez; Abraham García, chico reality español; Pascual Fernández, exparticipante de ¿Volverías con tu ex?; Michael Murtagh, exparticipante de Amor a prueba; Bruno Galassi, modelo argentino; y, Sebastián Ramírez, exparticipante de Pareja perfecta, Mundos opuestos 2 y Amor a prueba.Por último, el día 10 de enero de 2017 se confirmaron a las dos últimas tentaciones: Mario Ortega, exparticipante de Amor ciego 2, Amazonas, 1810, Año 0 y Mundos opuestos 2; y, Ámbar Montenegro, modelo ecuatoriana y exparticipante de Calle 7 Ecuador.

### Reglas
Las diferentes reglas del programa son las siguientes:
- Ceremonia del «Armado de cuartetos»: Cada semana se llevaba a cabo la ceremonia del armado de cuartetos en el que cada soltero(a) elige a un miembro de la pareja para que sean parte del cuarteto de concursantes que participarán en los desafíos y competencias.
- Competencia de hombre y mujer: Cada semana se realiza una competencia en cuartetos, en donde la pareja perdedora de este desafío consigue que su cuarteto se convierta en el primer nominado de la semana. Esta quedará expuesta a ser eliminada en el duelo de eliminación.
- Competencia de rivales: Cada semana los cuartetos se enfrentan en competencias de rivales (hombre-tentación hombre o mujer-tentación mujer) para así conocer a la nueva pareja nominada para la eliminación. Cabe mencionar que la competencia se realiza dependiendo del sexo representante del cuarteto, según decida producción.
- Cara a cara: Cada semana se lleva a cabo un consejo de eliminación en donde cualquier participante puede votar por otro integrante del encierro para ser nominado. El participante más votado queda en riesgo de eliminación, arrastrando a su cuarto a la misma posición.
- Competencia de salvación y condena: Cada semana se enfrentan los tres primeros cuartetos amenazados en una competencia de salvación, el cuarteto ganador quedará exento del duelo de eliminación. Por su parte, este cuarteto ganador tiene el poder de nominar a un nuevo cuarteto para que este quede en riesgo de ir al duelo de eliminación.
- Duelo de eliminación: La prueba de eliminación es una competencia final entre los tres cuartetos nominados nominados. Previo a la prueba, un cuarteto es salvado por votación del público. Posteriormente, se lleva a cabo en una zona especialmente acondicionada para este propósito. El cuarteto que gane esta prueba continúa en la competencia, mientras que el perdedor corre el riesgo de abandonar el programa. Finalmente, un sobre de eliminación es el que decide quién se va eliminado: la pareja, la tentación masculina o la tentación femenina.

### Conductores
Las tradicionales instancias de Doble tentación, en donde se conoce quién está nominado y quién es eliminado, entre otras cosas, fueron conducidas por Karla Constant y Karol Dance. Asimismo, la cantante y presentadora de televisión Patricia Maldonado, fue la encargada de liderar los «Cara a cara». Además, el programa contó con una serie de anfitriones de la casa, encargados de realizar diversas actividades de entretención a los participantes: los actores Antonella Ríos y Daniel Elousa, fueron los responsables de las actividades artísticas; la modelo Jhendelyn Núñez, el exchico reality Joaquín Méndez, el locutor Rodrigo González, la presentadora de televisión Krishna Navas y la periodista Lucía López, estuvieron a cargo de las actividades de convivencia; por último, la exchica reality Eugenia Lemos y el bailarín Darwin Ruz, se encargaron de las actividades de baile. Además, en el transcurso del programa diversas personas ingresaron en calidad de invitados, a saber: Noche de Brujas, Adriana Barrientos, Manu González, Marlen Olivarí, Aylén Milla, Óscar Mansilla, Humberto Espinoza y Renata Bravo.

## Participantes
A continuación se encuentra una tabla, la cual indica la lista de participantes del programa y la instancia que lograron alcanzar durante el desarrollo del programa.
| Participante                                                         | Edad | Resultado Final                          | Nom. | Estadía | Notas   | Ref.    |
| -------------------------------------------------------------------- | ---- | ---------------------------------------- | ---- | ------- | ------- | ------- |
| Leandro Penna Modelo, actor y chico reality                          | 31   | Ganadores                                | 1    | 32 días | [ n 1 ] | [ 17 ]  |
| Lisandra Silva Modelo y finalista de Nuestra Belleza Latina 2015     | 29   | Ganadores                                | 5    | 98 días |         | [ 17 ]  |
| Abraham García Actor, DJ y chico reality                             | 25   | 2.° Lugar                                | 8    | 98 días |         | [ 17 ]  |
| Flavia Medina Chica Playboy                                          | 30   | 2.° Lugar                                | 5    | 54 días | [ n 2 ] | [ 17 ]  |
| Angie Jibaja Modelo y actriz                                         | 36   | Semifinalistas eliminados                | 9    | 98 días |         | [ 17 ]  |
| Felipe Lasso Mánager                                                 | 28   | Semifinalistas eliminados                | 9    | 98 días |         | [ 17 ]  |
| Rocío Marengo Modelo, actriz y chica reality                         | 36   | Semifinalistas eliminados                | 5    | 46 días | [ n 3 ] | [ 17 ]  |
| Sebastián Ramírez Relacionador público y chico reality               | 30   | Semifinalistas eliminados                | 7    | 98 días |         | [ 17 ]  |
| Francisca Undurraga Relacionadora pública y modelo                   | 30   | 13.os eliminados en duelo de habilidad   | 8    | 91 días | [ 18 ]  |         |
| Tony Spina Chico reality                                             | 28   | 13.os eliminados en duelo de habilidad   | 6    | 47 días | [ 18 ]  | [ n 2 ] |
| Luis Mateucci Comerciante y panelista de televisión                  | 29   | Expulsados por transgredir las reglas    | 3    | 87 días |         | [ 19 ]  |
| Oriana Marzoli Chica reality                                         | 24   | Expulsados por transgredir las reglas    | 3    | 87 días |         | [ 19 ]  |
| Mario Ortega Chico reality                                           | 29   | Eliminado por decisión de Lisandra Silva | 7    | 85 días | [ 20 ]  |         |
| Álex Consejo Estudiante de ciencias del deporte                      | 25   | Eliminado por decisión de Oriana Marzoli | 4    | 63 días | [ 20 ]  | [ n 4 ] |
| Elisa de Panicis Modelo                                              | 24   | Eliminada por decisión de Felipe Lasso   | 6    | 41 días | [ 20 ]  | [ n 5 ] |
| Dominique Lattimore Modelo y actriz. Ex Calle 7                      | 31   | 12.os eliminados en duelo de destreza    | 5    | 84 días |         | [ 21 ]  |
| Maximiliano Ferres Personal trainer                                  | 27   | 12.os eliminados en duelo de destreza    | 7    | 84 días |         | [ 21 ]  |
| Paula Bolatti Modelo                                                 | 24   | 12.os eliminados en duelo de destreza    | 3    | 32 días | [ n 3 ] | [ 21 ]  |
| Ignacio Lastra Modelo                                                | 26   | 11.os eliminados en duelo de fuerza      | 5    | 77 días |         | [ 22 ]  |
| Julia Fernandes Modelo                                               | 22   | 11.os eliminados en duelo de fuerza      | 4    | 54 días | [ n 6 ] | [ 22 ]  |
| Silvina Varas Estudiante de nutrición                                | 23   | Abandona por motivos personales          | 5    | 76 días |         | [ 23 ]  |
| Bruno Galassi Empresario y modelo                                    | 28   | 10.os eliminados en duelo de destreza    | 6    | 70 días | [ 24 ]  |         |
| Melina Figueroa Productora de imagen, modelo, actriz y chica reality | 25   | 10.os eliminados en duelo de destreza    | 6    | 70 días | [ 24 ]  |         |
| Romina Malaspina Modelo y chica Playboy                              | 22   | Expulsada por transgredir las reglas     | 7    | 68 días | [ 25 ]  |         |
| Pascual Fernández Policía en excedencia y chico reality              | 33   | 9.° eliminado en duelo de resistencia    | 7    | 63 días | [ 26 ]  |         |
| Ámbar Montenegro Modelo y chica reality                              | 24   | 8.ª eliminada en duelo de agilidad       | 4    | 56 días | [ 27 ]  |         |
| Michael Murtagh Modelo y artista circense                            | 33   | 7.° eliminado en duelo de destreza       | 4    | 49 días | [ 28 ]  |         |
| Fernanda Figueroa Estudiante de diseño de vestuario                  | 21   | 6.os eliminados en duelo de habilidad    | 4    | 44 días | [ 29 ]  |         |
| José Luis "Joche" Bibbó Modelo y chico reality                       | 32   | 6.os eliminados en duelo de habilidad    | 4    | 44 días | [ 29 ]  |         |
| Ángela Duarte Estudiante de enfermería                               | 25   | 5.os eliminados en duelo de destreza     | 6    | 42 días | [ 30 ]  |         |
| Cristóbal Álvarez Modelo y Míster Real Universe 2015                 | 26   | 5.os eliminados en duelo de destreza     | 6    | 42 días | [ 30 ]  |         |
| Leopoldo "DJ" Méndez Cantante                                        | 41   | 4.os eliminados en duelo de agilidad     | 4    | 35 días | [ 31 ]  |         |
| Marcela Duque Profesora                                              | 40   | 4.os eliminados en duelo de agilidad     | 4    | 35 días | [ 31 ]  |         |
| Gemma Collado Maquilladora forense                                   | 24   | 3.ª eliminada en duelo de habilidad      | 2    | 14 días | [ n 7 ] | [ 32 ]  |
| Ernesto Contreras Contador                                           | 27   | 2.os eliminados en duelo de destreza     | 3    | 21 días |         | [ 33 ]  |
| Glendis Leiva Técnico en odontología                                 | 23   | 2.os eliminados en duelo de destreza     | 3    | 21 días |         | [ 33 ]  |
| Ingrid Hansen Vik Modelo                                             | 26   | 1.ª eliminada en duelo de habilidad      | 2    | 14 días | [ 34 ]  |         |

Notas
1. ↑  Leandro ingresa el día 66 como nuevo participante.
2. 1 2  Flavia y Tony ingresan el día 44 como nuevos participantes.
3. 1 2  Rocío y Paula ingresan el día 52 como nuevas participantes.
4. ↑  Álex ingresa el día 22 como nuevo participante.
5. ↑  Elisa ingresa el día 44 como nueva participante.
6. ↑  Julia ingresa el día 23 como nuevo participante.
7. ↑  Gemma ingresa el día 15 como nueva participante.

### Participantes invitados
En el primer capítulo del programa, cuatro participantes fueron invitados a ser las "tentaciones" de alguno de los participantes oficiales. A continuación, se detallan aquellos.
| Cap. | Participante                                                              | Edad | Ref.   |
| ---- | ------------------------------------------------------------------------- | ---- | ------ |
| 1    | Alberto "Tatón" Púrpura Empresario. Expareja de Camila Recabarren.        | 61   | [ 14 ] |
| 1    | Edmundo Varas Chico reality.                                              | 34   | [ 14 ] |
| 1    | Miguel "Negro" Piñera Cantante y empresario. Hermano de Sebastián Piñera. | 62   | [ 14 ] |
| 1    | Pamela Leiva Actriz y ex chica reality.                                   | 33   | [ 14 ] |
| 1    | Paola Carnevali DJ y relacionadora pública.                               | 46   | [ 14 ] |

## Resultados generales
A continuación se encuentra una tabla, la cual indica cómo fue el desarrollo de los participantes a lo largo de la competencia.
| Participante | Semana   | Semana    | Semana    | Semana    | Semana    | Semana    | Semana    | Semana    | Semana    | Semana    | Semana    | Semana    | Semana    | Semana    | Semana     | Semana     | Semana    |
| Participante | 1        | 2         | 3         | 4         | 5         | 6         | 7         | 7         | 8         | 9         | 10        | 11        | 12        | 13        | 13         | SF         | F         |
| ------------ | -------- | --------- | --------- | --------- | --------- | --------- | --------- | --------- | --------- | --------- | --------- | --------- | --------- | --------- | ---------- | ---------- | --------- |
| Leandro      |          |           |           |           |           |           |           |           |           |           | Salvado   | Salvado   | Salvado   | Salvado   | Salvados   | Exentos    | Ganadores |
| Lisandra     | Salvada  | Salvada   | Salvada   | Salvada   | Salvada   | Salvada   | Exenta    | Salvada   | Salvada   | Salvada   | Salvada   | Salvada   | Salvada   | Salvada   | Salvados   | Exentos    | Ganadores |
| Abraham      | Salvado  | Nominado  | Salvado   | Inmune    | Nominado  | Salvado   | Exento    | Salvado   | Salvado   | Salvado   | Salvado   | Salvado   | Salvado   | Salvado   | Salvados   | Salvados   | Segundos  |
| Flavia       |          |           |           |           |           |           | Nominada  | Nominada  | Salvada   | Salvada   | Salvada   | Salvada   | Salvada   | Salvada   | Salvados   | Salvados   | Segundos  |
| Angie        | Salvada  | Salvada   | Salvada   | Salvada   | Salvada   | Salvada   | Salvada   | Salvada   | Nominada  | Salvada   | Nominada  | Salvada   | Nominada  | Salvada   | Nominados  | Eliminados |           |
| Felipe       | Salvado  | Salvado   | Salvado   | Salvado   | Salvado   | Salvado   | Salvado   | Salvado   | Nominado  | Salvado   | Nominado  | Salvado   | Nominado  | Salvado   | Nominados  | Eliminados |           |
| Rocío        |          |           |           |           |           |           |           |           | Salvada   | Salvada   | Salvada   | Salvada   | Salvada   | Nominada  | Salvados   | Eliminados |           |
| Sebastián    | Salvado  | Nominado  | Salvado   | Inmune    | Nominado  | Salvado   | Salvado   | Salvado   | Salvado   | Nominado  | Salvado   | Salvado   | Salvado   | Salvado   | Salvados   | Eliminados |           |
| Francisca    | Salvada  | Salvada   | Nominada  | Inmune    | Nominada  | Salvada   | Salvada   | Salvada   | Salvada   | Nominada  | Salvada   | Salvada   | Salvada   | Salvada   | Eliminados |            |           |
| Tony         |          |           |           |           |           |           | Nominado  | Nominado  | Salvado   | Salvado   | Salvado   | Salvado   | Salvado   | Nominado  | Eliminados |            |           |
| Luis         | Salvado  | Salvado   | Salvado   | Salvado   | Salvado   | Salvado   | Salvado   | Salvado   | Salvado   | Salvado   | Salvado   | Salvado   | Salvado   | Salvado   | Expulsados |            |           |
| Oriana       | Salvada  | Salvada   | Salvada   | Salvada   | Salvada   | Salvada   | Salvada   | Salvada   | Salvada   | Salvada   | Salvada   | Salvada   | Salvada   | Salvada   | Expulsados |            |           |
| Mario        | Nominado | Salvado   | Nominado  | Nominado  | Nominado  | Nominado  | Exento    | Salvado   | Salvado   | Nominado  | Salvado   | Salvado   | Salvado   | Eliminado |            |            |           |
| Álex         |          |           |           | Salvado   | Salvado   | Salvado   | Exento    | Salvado   | Salvado   | Salvado   | Salvado   | Salvado   | Salvado   | Eliminado |            |            |           |
| Elisa        |          |           |           |           |           |           |           | Nominada  | Salvada   | Nominada  | Nominada  | Salvada   | Nominada  | Eliminada |            |            |           |
| Dominique    | Nominada | Salvada   | Salvada   | Salvada   | Salvada   | Salvada   | Exenta    | Salvada   | Salvada   | Salvada   | Salvada   | Nominada  | Eliminada |           |            |            |           |
| Maximiliano  | Salvado  | Salvado   | Salvado   | Salvado   | Salvado   | Salvado   | Exento    | Salvado   | Salvado   | Salvado   | Salvado   | Nominado  | Eliminado |           |            |            |           |
| Paula        |          |           |           |           |           |           |           |           | Salvada   | Salvada   | Salvada   | Nominada  | Eliminada |           |            |            |           |
| Ignacio      | Salvado  | Salvado   | Salvado   | Salvado   | Salvado   | Salvado   | Salvado   | Salvado   | Salvado   | Salvado   | Salvado   | Eliminado |           |           |            |            |           |
| Julia        |          |           |           | Salvada   | Nominada  | Nominada  | Exenta    | Salvada   | Salvada   | Salvada   | Salvada   | Eliminada |           |           |            |            |           |
| Silvina      | Salvada  | Salvada   | Salvada   | Salvada   | Salvada   | Salvada   | Salvada   | Salvada   | Salvada   | Salvada   | Salvada   | Abandona  |           |           |            |            |           |
| Bruno        | Salvado  | Salvado   | Salvado   | Nominado  | Salvado   | Salvado   | Exento    | Nominado  | Nominado  | Nominado  | Eliminado |           |           |           |            |            |           |
| Melina       | Salvada  | Salvada   | Nominada  | Inmune    | Salvada   | Salvada   | Salvada   | Nominada  | Nominada  | Nominada  | Eliminada |           |           |           |            |            |           |
| Romina       | Nominada | Nominada  | Salvada   | Nominada  | Nominada  | Salvada   | Exenta    | Nominada  | Nominada  | Nominada  | Expulsada |           |           |           |            |            |           |
| Pascual      | Salvado  | Salvado   | Nominado  | Salvado   | Salvado   | Salvado   | Salvado   | Nominado  | Nominado  | Eliminado |           |           |           |           |            |            |           |
| Ambar        | Salvada  | Salvada   | Salvada   | Salvada   | Salvada   | Salvada   | Exenta    | Salvada   | Eliminada |           |           |           |           |           |            |            |           |
| Michael      | Nominado | Salvado   | Salvado   | Salvado   | Salvado   | Nominado  | Exento    | Eliminado |           |           |           |           |           |           |            |            |           |
| Fernanda     | Salvada  | Salvada   | Salvada   | Salvada   | Salvada   | Nominada  | Eliminada |           |           |           |           |           |           |           |            |            |           |
| Joche        | Salvado  | Salvado   | Salvado   | Salvado   | Salvado   | Nominado  | Eliminado |           |           |           |           |           |           |           |            |            |           |
| Ángela       | Salvada  | Nominada  | Salvada   | Nominada  | Salvada   | Eliminada |           |           |           |           |           |           |           |           |            |            |           |
| Cristóbal    | Salvado  | Nominado  | Salvado   | Nominado  | Salvado   | Eliminado |           |           |           |           |           |           |           |           |            |            |           |
| Leopoldo     | Nominado | Salvado   | Nominado  | Nominado  | Eliminado |           |           |           |           |           |           |           |           |           |            |            |           |
| Marcela      | Nominada | Salvada   | Nominada  | Nominada  | Eliminada |           |           |           |           |           |           |           |           |           |            |            |           |
| Gemma        |          |           | Salvada   | Eliminada |           |           |           |           |           |           |           |           |           |           |            |            |           |
| Ernesto      | Nominado | Nominado  | Eliminado |           |           |           |           |           |           |           |           |           |           |           |            |            |           |
| Glendis      | Nominada | Nominada  | Eliminada |           |           |           |           |           |           |           |           |           |           |           |            |            |           |
| Ingrid       | Salvada  | Eliminada |           |           |           |           |           |           |           |           |           |           |           |           |            |            |           |

     El participante gana junto a su cuarteto la semana y obtiene la inmunidad.
     El participante pierde junto a su cuarteto la semana y queda en riesgo, pero no es amenazado.
     El participante pierde junto a su cuarteto la semana y es amenazado tras perder la «Competencia de hombre y mujer».
     El participante pierde junto a su cuarteto la semana y es amenazado tras perder la «Competencia de rivales».
     El participante pierde junto a su cuarteto la semana y posteriormente es amenazado por sus compañeros en el «Cara a cara».
     El participante pierde junto a su cuarteto la semana y posteriormente es amenazado por decisión del cuarteto ganador de la «Competencia de salvación y condena».
     El participante pierde junto a su cuarteto la semana y posteriormente es salvado tras ganar la «Competencia de salvación y condena».
     El participante es amenazado junto a su cuarteto en la semana y posteriormente es salvado por el voto del público.
     El participante es amenazado junto a su pareja en la eliminación especial y posteriormente es salvado.
     El participante está exento de participar en la eliminación especial.
     El participante es amenazado junto a su pareja en la eliminación especial.
     El participante es nominado junto a su cuarteto, pierde el duelo de eliminación y posteriormente es eliminado de la competencia.
     El participante abandona la competencia.
     El participante es expulsado de la competencia.
     El participante es eliminado por decisión de un integrante de la pareja a la cual pertenecía.

## Ceremonia del «Armado de cuartetos»
Cada semana se llevaba a cabo la ceremonia del armado de cuartetos en el que cada soltero(a) elige a un miembro de la pareja para que sean parte del cuarteto de concursantes que participarán en los desafíos y competencias.
| Participante | Semana      | Semana      | Semana      | Semana      | Semana      | Semana      | Semana      | Semana      | Semana      | Semana      | Semana      | Semana      | Semana      | Semana    | Semana    |
| Participante | 1           | 2           | 3           | 4           | 5           | 6           | 7           | 7           | 8           | 9           | 10          | 11          | 12          | 13        | 13-Final  |
| ------------ | ----------- | ----------- | ----------- | ----------- | ----------- | ----------- | ----------- | ----------- | ----------- | ----------- | ----------- | ----------- | ----------- | --------- | --------- |
| Abraham      | Fernanda    | Ángela      | Ángela      | Francisca   | Francisca   | Angie       | Angie       | Angie       | Flavia      | Flavia      | Flavia      | Flavia      | Flavia      | Flavia    | Flavia    |
| Abraham      | Francisca   | Cristóbal   | Cristóbal   | Sebastián   | Sebastián   | Felipe      | Felipe      | Felipe      | Tony        | Tony        | Tony        | Flavia      | Flavia      | Flavia    | Flavia    |
| Abraham      | Joche       | Ingrid      | Gemma       | Melina      | Julia       | Ambar       | Ambar       | Ambar       | Dominique   | Rocío       | Rocío       | Rocío       | Flavia      | Flavia    | Flavia    |
| Angie        | Felipe      | Felipe      | Felipe      | Felipe      | Felipe      | Felipe      | Felipe      | Felipe      | Felipe      | Felipe      | Felipe      | Felipe      | Felipe      | Felipe    | Felipe    |
| Angie        | Ambar       | Ambar       | Ambar       | Ambar       | Ambar       | Ambar       | Ambar       | Ambar       | Ambar       | Dominique   | Elisa       | Elisa       | Elisa       | —         | Felipe    |
| Angie        | Sebastián   | Pascual     | Sebastián   | Pascual     | Pascual     | Abraham     | Abraham     | Abraham     | —           | —           | —           | —           | —           | —         | Felipe    |
| Felipe       | Angie       | Angie       | Angie       | Angie       | Angie       | Angie       | Angie       | Angie       | Angie       | Angie       | Angie       | Angie       | Angie       | Angie     | Angie     |
| Felipe       | Ambar       | Ambar       | Ambar       | Ambar       | Ambar       | Ambar       | Ambar       | Ambar       | Ambar       | Dominique   | Elisa       | Elisa       | Elisa       | —         | Angie     |
| Felipe       | Sebastián   | Pascual     | Sebastián   | Pascual     | Pascual     | Abraham     | Abraham     | Abraham     | —           | —           | —           | —           | —           | —         | Angie     |
| Flavia       |             |             |             |             |             |             | Tony        | Tony        | Tony        | Tony        | Tony        | —           | —           | —         | Abraham   |
| Flavia       | —           | Elisa       | Dominique   | Rocío       | Rocío       | Rocío       | —           |             |             |             |             |             |             | —         | Abraham   |
| Flavia       | —           | Michael     | Abraham     | Abraham     | Abraham     | Abraham     | Abraham     | Abraham     |             |             |             |             |             |           | Abraham   |
| Francisca    | Abraham     | Leopoldo    | Ernesto     | Sebastián   | Sebastián   | Sebastián   | Sebastián   | Sebastián   | Sebastián   | Sebastián   | Sebastián   | Sebastián   | Sebastián   | —         | Tony      |
| Francisca    | Fernanda    | Marcela     | Glendis     | Abraham     | Abraham     | —           | Mario       | Mario       | Mario       | Mario       | Álex        | Tony        | Rocío       | —         | Tony      |
| Francisca    | Joche       | Mario       | Pascual     | Melina      | Julia       | Dominique   | Dominique   | Dominique   | Elisa       | Elisa       | —           | —           | Tony        | Tony      | Tony      |
| Leandro      |             |             |             |             |             |             |             |             |             |             | Lisandra    | Lisandra    | Lisandra    | Lisandra  | Lisandra  |
| Leandro      | Ignacio     | Mario       | Mario       | —           |             |             |             |             |             |             |             |             |             |           | Lisandra  |
| Leandro      | Julia       | Mario       | Mario       | —           |             |             |             |             |             |             |             |             |             |           | Lisandra  |
| Lisandra     | Bruno       | Ignacio     | Ignacio     | Ignacio     | Ignacio     | Ignacio     | Ignacio     | Ignacio     | Ignacio     | Ignacio     | Ignacio     | Leandro     | Leandro     | Leandro   | Leandro   |
| Lisandra     | Luis        | Maximiliano | Maximiliano | Maximiliano | Maximiliano | Maximiliano | Maximiliano | Maximiliano | Julia       | Julia       | Julia       | Mario       | Mario       | —         | Leandro   |
| Lisandra     | Oriana      | Silvina     | Silvina     | Silvina     | Silvina     | Silvina     | Silvina     | Silvina     | —           | —           | Leandro     | Mario       | Mario       | —         | Leandro   |
| Luis         | Oriana      | Oriana      | Oriana      | Oriana      | Oriana      | Oriana      | Oriana      | Oriana      | Oriana      | Oriana      | Oriana      | Oriana      | Oriana      | Oriana    | Oriana    |
| Luis         | Bruno       | Bruno       | Bruno       | Álex        | Álex        | Álex        | Álex        | Álex        | Álex        | Álex        | Mario       | Álex        | Álex        | —         | Oriana    |
| Luis         | Lisandra    | Melina      | Romina      | Julia       | —           | —           | —           | Julia       | Rocío       | —           | Dominique   | Álex        | Álex        | —         | Oriana    |
| Oriana       | Luis        | Luis        | Luis        | Luis        | Luis        | Luis        | Luis        | Luis        | Luis        | Luis        | Luis        | Luis        | Luis        | Luis      | Luis      |
| Oriana       | Bruno       | Bruno       | Bruno       | Álex        | Álex        | Álex        | Álex        | Álex        | Álex        | Álex        | Mario       | Álex        | Álex        | —         | Luis      |
| Oriana       | Lisandra    | Melina      | Romina      | Julia       | —           | —           | —           | Julia       | Rocío       | —           | Dominique   | Álex        | Álex        | —         | Luis      |
| Rocío        |             |             |             |             |             |             |             |             | Álex        | Abraham     | Abraham     | Abraham     | Sebastián   | Sebastián | Sebastián |
| Rocío        | Luis        | Tony        | Tony        | —           | Tony        | —           |             |             |             |             |             |             |             |           | Sebastián |
| Rocío        | Oriana      | Flavia      | Flavia      | Flavia      | Francisca   | —           |             |             |             |             |             |             |             |           | Sebastián |
| Sebastián    | Ambar       | Ernesto     | Ambar       | Francisca   | Francisca   | Francisca   | Francisca   | Francisca   | Francisca   | Francisca   | Francisca   | Francisca   | Francisca   | —         | Rocío     |
| Sebastián    | Angie       | Glendis     | Angie       | Abraham     | Abraham     | —           | Mario       | Mario       | Mario       | Mario       | Álex        | Tony        | Tony        | —         | Rocío     |
| Sebastián    | Felipe      | Romina      | Felipe      | Melina      | Julia       | Dominique   | Dominique   | Dominique   | Elisa       | Elisa       | —           | —           | Rocío       | Rocío     | Rocío     |
| Tony         |             |             |             |             |             |             | Flavia      | Flavia      | Flavia      | Flavia      | Flavia      | Francisca   | Francisca   | Francisca | Francisca |
| Tony         | —           | Elisa       | Dominique   | Rocío       | Rocío       | Sebastián   | Sebastián   | —           |             |             |             |             |             |           | Francisca |
| Tony         | —           | Michael     | Abraham     | Abraham     | Abraham     | —           | Rocío       | —           |             |             |             |             |             |           | Francisca |
| Mario        | Leopoldo    | Leopoldo    | Leopoldo    | Leopoldo    | Leopoldo    | Ángela      | Francisca   | Francisca   | Francisca   | Francisca   | Oriana      | Lisandra    | Lisandra    | —         |           |
| Mario        | Marcela     | Marcela     | Marcela     | Marcela     | Marcela     | Cristóbal   | Sebastián   | Sebastián   | Sebastián   | Sebastián   | Luis        | Leandro     | Leandro     | —         |           |
| Mario        | Dominique   | Francisca   | Melina      | Romina      | Romina      | Cristóbal   | Dominique   | Dominique   | Elisa       | Elisa       | Dominique   | Leandro     | Leandro     | —         |           |
| Álex         |             |             |             | Julia       | —           | —           | —           | Julia       | Rocío       | —           | —           | —           | —           | —         |           |
| Álex         | Luis        | Luis        | Luis        | Luis        | Luis        | Luis        | Luis        | Sebastián   | Luis        | Luis        |             |             |             | —         |           |
| Álex         | Oriana      | Oriana      | Oriana      | Oriana      | Oriana      | Oriana      | Oriana      | Francisca   | Oriana      | Oriana      |             |             |             | —         |           |
| Elisa        |             |             |             |             |             |             |             | Flavia      | Francisca   | Francisca   | Angie       | Angie       | Angie       | —         |           |
| Elisa        | Tony        | Sebastián   | Sebastián   | Felipe      | Felipe      | Felipe      |             |             |             |             |             |             |             | —         |           |
| Elisa        | Michael     | Mario       | Mario       | Felipe      | Felipe      | Felipe      |             |             |             |             |             |             |             | —         |           |
| Dominique    | Leopoldo    | Fernanda    | Fernanda    | Fernanda    | Fernanda    | Francisca   | Francisca   | Francisca   | Flavia      | Angie       | Oriana      | Paula       | Paula       |           |           |
| Dominique    | Marcela     | Joche       | Joche       | Joche       | Joche       | Sebastián   | Sebastián   | Sebastián   | Tony        | Felipe      | Luis        | Maximiliano | Maximiliano |           |           |
| Dominique    | Mario       | Michael     | Michael     | Michael     | Michael     | —           | Mario       | Mario       | Abraham     | Felipe      | Mario       | Maximiliano | Maximiliano |           |           |
| Maximiliano  | Ignacio     | Ignacio     | Ignacio     | Ignacio     | Ignacio     | Ignacio     | Ignacio     | Ignacio     | Paula       | Paula       | Paula       | Paula       | Paula       |           |           |
| Maximiliano  | Silvina     | Silvina     | Silvina     | Silvina     | Silvina     | Silvina     | Silvina     | Silvina     | Silvina     | Silvina     | Silvina     | Dominique   | Dominique   |           |           |
| Maximiliano  | Melina      | Lisandra    | Lisandra    | Lisandra    | Lisandra    | Lisandra    | Lisandra    | Lisandra    | Silvina     | Silvina     | Silvina     | Dominique   | Dominique   |           |           |
| Paula        |             |             |             |             |             |             |             |             | Maximiliano | Maximiliano | Maximiliano | Maximiliano | Maximiliano |           |           |
| Paula        | Silvina     | Silvina     | Silvina     | Dominique   | Dominique   |             |             |             |             |             |             |             |             |           |           |
| Ignacio      | Silvina     | Silvina     | Silvina     | Silvina     | Silvina     | Silvina     | Silvina     | Silvina     | Julia       | Julia       | Julia       | Julia       |             |           |           |
| Ignacio      | Maximiliano | Maximiliano | Maximiliano | Maximiliano | Maximiliano | Maximiliano | Maximiliano | Maximiliano | —           | —           | Leandro     | Silvina     |             |           |           |
| Ignacio      | Melina      | Lisandra    | Lisandra    | Lisandra    | Lisandra    | Lisandra    | Lisandra    | Lisandra    | Lisandra    | Lisandra    | Lisandra    | Silvina     |             |           |           |
| Julia        |             |             |             | Álex        | Abraham     | Michael     | Michael     | Álex        | —           | —           | Leandro     | Silvina     |             |           |           |
| Julia        | Luis        | Francisca   | Fernanda    | Fernanda    | Luis        | Ignacio     | Ignacio     | Ignacio     | Ignacio     |             |             |             |             |           |           |
| Julia        | Oriana      | Sebastián   | Joche       | Joche       | Oriana      | Lisandra    | Lisandra    | Lisandra    | Ignacio     |             |             |             |             |           |           |
| Silvina      | Ignacio     | Ignacio     | Ignacio     | Ignacio     | Ignacio     | Ignacio     | Ignacio     | Ignacio     | Paula       | Paula       | Paula       | Julia       |             |           |           |
| Silvina      | Maximiliano | Maximiliano | Maximiliano | Maximiliano | Maximiliano | Maximiliano | Maximiliano | Maximiliano | Maximiliano | Maximiliano | Maximiliano | Ignacio     |             |           |           |
| Silvina      | Melina      | Lisandra    | Lisandra    | Lisandra    | Lisandra    | Lisandra    | Lisandra    | Lisandra    | Maximiliano | Maximiliano | Maximiliano | Ignacio     |             |           |           |
| Bruno        | Luis        | Luis        | Luis        | Ángela      | Ángela      | Melina      | Melina      | Melina      | Melina      | Melina      | Melina      |             |             |           |           |
| Bruno        | Oriana      | Oriana      | Oriana      | Cristóbal   | Cristóbal   | Pascual     | Pascual     | Pascual     | Pascual     | Pascual     | Melina      |             |             |           |           |
| Bruno        | Lisandra    | Melina      | Romina      | Gemma       | Melina      | Romina      | Romina      | Romina      | Romina      | Romina      | Romina      |             |             |           |           |
| Melina       | Ignacio     | Bruno       | Leopoldo    | Francisca   | Ángela      | Pascual     | Pascual     | Pascual     | Pascual     | Pascual     | Bruno       |             |             |           |           |
| Melina       | Maximiliano | Luis        | Marcela     | Sebastián   | Cristóbal   | Bruno       | Bruno       | Bruno       | Bruno       | Bruno       | Bruno       |             |             |           |           |
| Melina       | Silvina     | Oriana      | Mario       | Abraham     | Bruno       | Romina      | Romina      | Romina      | Romina      | Romina      | Romina      |             |             |           |           |
| Romina       | Ernesto     | Ernesto     | Bruno       | Leopoldo    | Leopoldo    | Melina      | Melina      | Melina      | Melina      | Melina      | Melina      |             |             |           |           |
| Romina       | Glendis     | Glendis     | Luis        | Marcela     | Marcela     | Pascual     | Pascual     | Pascual     | Pascual     | Pascual     | Bruno       |             |             |           |           |
| Romina       | Michael     | Sebastián   | Oriana      | Mario       | Mario       | Bruno       | Bruno       | Bruno       | Bruno       | Bruno       | Bruno       |             |             |           |           |
| Pascual      | Ángela      | Ambar       | Ernesto     | Ambar       | Ambar       | Melina      | Melina      | Melina      | Melina      | Melina      |             |             |             |           |           |
| Pascual      | Cristóbal   | Angie       | Francisca   | Angie       | Angie       | Bruno       | Bruno       | Bruno       | Bruno       | Bruno       |             |             |             |           |           |
| Pascual      | Ingrid      | Felipe      | Glendis     | Felipe      | Felipe      | Romina      | Romina      | Romina      | Romina      | Romina      |             |             |             |           |           |
| Ambar        | Angie       | Angie       | Angie       | Angie       | Angie       | Angie       | Angie       | Angie       | Angie       |             |             |             |             |           |           |
| Ambar        | Felipe      | Felipe      | Felipe      | Felipe      | Felipe      | Felipe      | Felipe      | Felipe      | Felipe      |             |             |             |             |           |           |
| Ambar        | Sebastián   | Pascual     | Sebastián   | Pascual     | Pascual     | Abraham     | Abraham     | Abraham     | Felipe      |             |             |             |             |           |           |
| Michael      | Ernesto     | Dominique   | Dominique   | Dominique   | Dominique   | Julia       | Julia       | Elisa       |             |             |             |             |             |           |           |
| Michael      | Glendis     | Fernanda    | Fernanda    | Fernanda    | Fernanda    | Fernanda    | Fernanda    | Flavia      |             |             |             |             |             |           |           |
| Michael      | Romina      | Joche       | Joche       | Joche       | Joche       | Joche       | Joche       | Tony        |             |             |             |             |             |           |           |
| Fernanda     | Joche       | Joche       | Joche       | Joche       | Joche       | Joche       | Joche       |             |             |             |             |             |             |           |           |
| Fernanda     | Francisca   | Dominique   | Dominique   | Dominique   | Dominique   | Julia       | Julia       |             |             |             |             |             |             |           |           |
| Fernanda     | Abraham     | Michael     | Michael     | Michael     | Michael     | Michael     | Michael     |             |             |             |             |             |             |           |           |
| Joche        | Fernanda    | Fernanda    | Fernanda    | Fernanda    | Fernanda    | Fernanda    | Fernanda    |             |             |             |             |             |             |           |           |
| Joche        | Abraham     | Dominique   | Dominique   | Dominique   | Dominique   | Julia       | Julia       |             |             |             |             |             |             |           |           |
| Joche        | Francisca   | Michael     | Michael     | Michael     | Michael     | Michael     | Michael     |             |             |             |             |             |             |           |           |
| Ángela       | Cristóbal   | Cristóbal   | Cristóbal   | Cristóbal   | Cristóbal   | Cristóbal   |             |             |             |             |             |             |             |           |           |
| Ángela       | Ingrid      | Abraham     | Abraham     | Bruno       | Bruno       | Mario       |             |             |             |             |             |             |             |           |           |
| Ángela       | Pascual     | Ingrid      | Gemma       | Gemma       | Melina      | Mario       |             |             |             |             |             |             |             |           |           |
| Cristóbal    | Ángela      | Ángela      | Ángela      | Ángela      | Ángela      | Ángela      |             |             |             |             |             |             |             |           |           |
| Cristóbal    | Ingrid      | Abraham     | Abraham     | Bruno       | Bruno       | Mario       |             |             |             |             |             |             |             |           |           |
| Cristóbal    | Pascual     | Ingrid      | Gemma       | Gemma       | Melina      | Mario       |             |             |             |             |             |             |             |           |           |
| Leopoldo     | Marcela     | Marcela     | Marcela     | Marcela     | Marcela     |             |             |             |             |             |             |             |             |           |           |
| Leopoldo     | Mario       |             |             |             |             |             |             |             |             |             |             |             |             |           |           |
| Leopoldo     | Dominique   | Francisca   | Melina      | Romina      | Romina      |             |             |             |             |             |             |             |             |           |           |
| Marcela      | Leopoldo    | Leopoldo    | Leopoldo    | Leopoldo    | Leopoldo    |             |             |             |             |             |             |             |             |           |           |
| Marcela      | Dominique   | Francisca   | Melina      | Romina      | Romina      |             |             |             |             |             |             |             |             |           |           |
| Marcela      | Mario       |             |             |             |             |             |             |             |             |             |             |             |             |           |           |
| Gemma        |             |             | Abraham     | Bruno       |             |             |             |             |             |             |             |             |             |           |           |
| Gemma        | Ángela      |             |             |             |             |             |             |             |             |             |             |             |             |           |           |
| Gemma        | Cristóbal   |             |             |             |             |             |             |             |             |             |             |             |             |           |           |
| Ernesto      | Glendis     | Glendis     | Glendis     |             |             |             |             |             |             |             |             |             |             |           |           |
| Ernesto      | Michael     | Sebastián   | Francisca   |             |             |             |             |             |             |             |             |             |             |           |           |
| Ernesto      | Romina      | Romina      | Pascual     |             |             |             |             |             |             |             |             |             |             |           |           |
| Glendis      | Ernesto     | Ernesto     | Ernesto     |             |             |             |             |             |             |             |             |             |             |           |           |
| Glendis      | Michael     | Sebastián   | Francisca   |             |             |             |             |             |             |             |             |             |             |           |           |
| Glendis      | Romina      | Romina      | Pascual     |             |             |             |             |             |             |             |             |             |             |           |           |
| Ingrid       | Ángela      | Ángela      |             |             |             |             |             |             |             |             |             |             |             |           |           |
| Ingrid       | Cristóbal   |             |             |             |             |             |             |             |             |             |             |             |             |           |           |
| Ingrid       | Pascual     | Abraham     |             |             |             |             |             |             |             |             |             |             |             |           |           |

- En Cursiva, las "tentaciones" o solteros de la semana.

## «Competencia de hombre y mujer» (Nominación)
Cada semana se realiza una competencia en cuartetos (en donde previamente se elige a la pareja que representará al cuarteto en la competencia), en donde la pareja perdedora de este desafío consigue que su cuarteto se convierta en el primer nominado de la semana. Esta quedará expuesta a ser eliminada en el duelo de eliminación.
| Semana | Cuarteto Ganador                                                     | Cuarteto Perdedor                                                         | Tipo de desafío         |
| ------ | -------------------------------------------------------------------- | ------------------------------------------------------------------------- | ----------------------- |
| 1      | Bruno Galassi / Lisandra Silva / Luis Mateucci / Oriana Marzoli      | Dominique Lattimore / Leopoldo Méndez / Marcela Duque / Mario Ortega      | Coordinación y agilidad |
| 2      | Ignacio Lastra / Lisandra Silva / Maximiliano Ferres / Silvina Varas | Ernesto Contreras / Glendis Leiva / Romina Malaspina / Sebastián Ramírez  | Habilidad y agilidad    |
| 3      | Sin ganador                                                          | Leopoldo Méndez / Marcela Duque / Mario Ortega / Melina Figueroa          | Agilidad                |
| 4      | Ángela Duarte / Bruno Galassi / Cristóbal Álvarez / Gemma Collado    | Álex Consejo / Julia Fernandes / Luis Mateucci / Oriana Marzoli           | Agilidad                |
| 5      | Álex Consejo / Luis Mateucci / Oriana Marzoli                        | Ámbar Montenegro / Angie Jibaja / Felipe Lasso / Pascual Fernández        | Resistencia             |
| 6      | Abraham García / Ámbar Montenegro / Angie Jibaja / Felipe Lasso      | Dominique Lattimore / Francisca Undurraga / Sebastián Ramírez             | Fuerza                  |
| 7      | Abraham García / Ámbar Montenegro / Angie Jibaja / Felipe Lasso      | Bruno Galassi / Melina Figueroa / Pascual Fernández / Romina Malaspina    | Fuerza                  |
| 8      | Abraham García / Dominique Lattimore / Flavia Medina / Tony Spina    | Elisa de Panicis / Francisca Undurraga / Sebastián Ramírez / Mario Ortega | Resistencia             |
| 9      | Ignacio Lastra / Julia Fernandes / Lisandra Silva                    | Elisa de Panicis / Francisca Undurraga / Sebastián Ramírez / Mario Ortega | Resistencia             |
| 10     | Dominique Lattimore / Luis Mateucci / Mario Ortega / Oriana Marzoli  | Álex Consejo / Francisca Undurraga / Sebastián Ramírez                    | Habilidad               |
| 11     | Álex Consejo / Luis Mateucci / Oriana Marzoli                        | Angie Jibaja / Elisa de Panicis / Felipe Lasso                            | Habilidad               |
| 12     | Leandro Penna / Lisandra Silva / Mario Ortega                        | Angie Jibaja / Elisa de Panicis / Felipe Lasso                            | Habilidad               |
| 13     | Abraham García / Flavia Medina                                       | Leandro Penna / Lisandra Silva                                            | Agilidad                |

Notas
1. ↑  Originalmente los perdedores y nominados era el cuarteto conformado por: Abraham, Ángela, Cristóbal e Ingrid. Sin embargo, por unas irregularidades que cometieron Glendis, Cristóbal y Ángela, producción determinó que los equipos de estos últimos mencionados repitieran la parte final de la prueba y quienes perdieran serían los amenazados, siendo Glendis y Sebastián los perdedores.
2. 1 2  Originalmente los ganadores eran del cuarteto conformado por: Álex, Julia, Luis y Oriana. Sin embargo, por unas irregularidades que cometieron, producción determinó que estos últimos repitieran la parte final de la prueba junto con los perdedores originales (Leopoldo, Marcela, Mario y Romina) y quienes perdieran serían los amenazados. Debido a que el primer equipo no decidió competir, se transformaron automáticamente en amenazados.

## Posiciones en la «Competencia de rivales»
Cada semana los cuartetos se enfrentan en competencias de rivales (hombre-tentación hombre o mujer-tentación mujer) para así conocer a la nueva pareja nominada para la eliminación. Cabe mencionar que la competencia se realiza dependiendo del sexo representante del cuarteto, según decida producción.
| Posición    | Semana              | Semana              | Semana              | Semana              | Semana              | Semana              | Semana              | Semana      | Semana    | Semana      | Semana      | Semana      | Semana          |
| Posición    | 1                   | 2                   | 3                   | 4                   | 5                   | 6                   | 7                   | 8           | 9         | 10          | 11          | 12          | 13              |
| ----------- | ------------------- | ------------------- | ------------------- | ------------------- | ------------------- | ------------------- | ------------------- | ----------- | --------- | ----------- | ----------- | ----------- | --------------- |
| 1.er Lugar: | Bruno/Luis          | Joche/Michael       | Abraham/Cristóbal   | Abraham/Francisca   | Bruno/Cristóbal     | Abraham/Felipe      | Álex/Luis           | Felipe      | Oriana    | Leandro     | Maximiliano | Luis        | Rocío/Sebastián |
| 2.do Lugar: | Felipe/Sebastián    | Bruno/Luis          | Bruno/Luis          | Maximiliano/Silvina | Joche/Michael       | Joche/Michael       | Michael/Tony        | Tony        | Rocío     | Luis        | Leandro     | Leandro     | Abraham/Flavia  |
| 3.er Lugar: | Abraham/Joche       | Abraham/Cristóbal   | Ignacio/Maximiliano | Ángela/Bruno        | Leopoldo/Mario      | Álex/Luis           | Mario/Sebastián     | Ignacio     | Julia     | Felipe      | Luis        | Abraham     | Angie/Felipe    |
| 4.to Lugar: | Ernesto/Michael     | Ignacio/Maximiliano | Joche/Michael       | Fernanda/Michael    | Ignacio/Maximiliano | Bruno/Pascual       | Abraham/Felipe      | Álex        | Dominique | Bruno       | Abraham     | Sebastián   | Francisca/Tony  |
| 5.to Lugar: | Ignacio/Maximiliano | Leopoldo/Mario      | Felipe/Sebastián    | Angie/Pascual       | Álex/Luis           | Ignacio/Maximiliano | Ignacio/Maximiliano | Pascual     | Paula     | Maximiliano | Sebastián   | Maximiliano |                 |
| 6.to Lugar: | Cristóbal/Pascual   | Felipe/Pascual      | Ernesto/Pascual     | Marcela/Mario       | Abraham/Sebastián   | Cristóbal/Mario     |                     | Maximiliano | Romina    | Tony        | Ignacio     |             |                 |

Notas
1. ↑  Directamente nominado tras realizar trampa en la competencia.

## Votos del «Cara a cara»
Cada semana se lleva a cabo un consejo de eliminación en donde cualquier participante puede votar por otro integrante del encierro para ser nominado. Esta sección del programa es conducida por Patricia Maldonado.
| Semana:              | 1                                | 2                                    | 3                                 | 4                                    | 5                                 | 6                             | 7                          | 7                                    | 8                               | 9                               | 10                          | 11                          | 12                          | 13               | 13                |
| -------------------- | -------------------------------- | ------------------------------------ | --------------------------------- | ------------------------------------ | --------------------------------- | ----------------------------- | -------------------------- | ------------------------------------ | ------------------------------- | ------------------------------- | --------------------------- | --------------------------- | --------------------------- | ---------------- | ----------------- |
| Cuarteto ganador:    | Bruno Lisandra Luis Oriana       | Ignacio Lisandra Maximiliano Silvina | Sin ganador                       | Ángela Bruno Cristóbal Gemma         | Álex Luis Oriana                  | Abraham Ámbar Angie Felipe    | Abraham Ámbar Angie Felipe | Abraham Ámbar Angie Felipe           | Abraham Dominique Flavia Tony   | Ignacio Julia Lisandra          | Dominique Luis Mario Oriana | Álex Luis Oriana            | Leandro Lisandra Mario      | Abraham Flavia   | Abraham Flavia    |
| Leandro              |                                  |                                      |                                   |                                      |                                   |                               |                            |                                      |                                 |                                 | Angie                       | Ignacio                     | Oriana                      | —                | Angie             |
| Lisandra             | Joche                            | Cristóbal                            | Angie                             | Cristóbal                            | Romina                            | Oriana                        | —                          | Felipe                               | Felipe                          | Oriana                          | Angie                       | Ignacio                     | Oriana                      | —                | Angie             |
| Abraham              | Glendis                          | Fernanda                             | Angie                             | Cristóbal                            | Silvina                           | Silvina                       | —                          | Luis                                 | Felipe                          | Oriana                          | Felipe                      | Ignacio                     | Lisandra                    | —                | Angie             |
| Flavia               |                                  |                                      |                                   |                                      |                                   |                               | —                          | Felipe                               | Felipe                          | Oriana                          | Felipe                      | Ignacio                     | Oriana                      | —                | Angie             |
| Angie                | Ernesto                          | Ingrid                               | Gemma                             | Gemma                                | Ángela                            | Lisandra                      | —                          | Flavia                               | Dominique                       | Flavia                          | Melina                      | Rocío                       | Lisandra                    | —                | Rocío             |
| Felipe               | Ernesto                          | Francisca                            | Gemma                             | Ignacio                              | Romina                            | Lisandra                      | —                          | Flavia                               | Dominique                       | Flavia                          | Melina                      | Rocío                       | Lisandra                    | —                | Sebastián         |
| Rocío                |                                  |                                      |                                   |                                      |                                   |                               |                            |                                      | Ámbar                           | Oriana                          | Angie                       | Ignacio                     | Oriana                      | —                | Angie             |
| Sebastián            | Ernesto                          | Cristóbal                            | Gemma                             | Ángela                               | Álex                              | Luis                          | —                          | Felipe                               | Felipe                          | Maximiliano                     | Melina                      | Flavia                      | Oriana                      | —                | Angie             |
| Francisca            | Ernesto                          | Ignacio                              | Joche                             | Ignacio                              | Luis                              | Lisandra                      | —                          | Elisa                                | Felipe                          | Abraham                         | Maximiliano                 | Flavia                      | Mario                       | —                | Sebastián         |
| Tony                 |                                  |                                      |                                   |                                      |                                   |                               | —                          | Felipe                               | Felipe                          | Oriana                          | Angie                       | Rocío                       | Álex                        | —                | Flavia            |
| Luis                 | Ernesto                          | Lisandra                             | Gemma                             | Cristóbal                            | Lisandra                          | Lisandra                      | —                          | Flavia                               | Dominique                       | Flavia                          | Melina                      | Rocío                       | Lisandra                    | —                | —                 |
| Oriana               | Ernesto                          | Lisandra                             | Gemma                             | Cristóbal                            | Ángela                            | Lisandra                      | —                          | Flavia                               | [ n 2 ]                         | Flavia                          | Melina                      | Rocío                       | Tony                        | —                | —                 |
| Mario                | Ernesto                          | Cristóbal                            | Angie                             | Ignacio                              | Ángela                            | Luis                          | —                          | Flavia                               | Luis                            | Oriana                          | Elisa                       | Rocío                       | Oriana                      | —                |                   |
| Álex                 |                                  |                                      |                                   | Cristóbal                            | Ángela                            | Lisandra                      | —                          | Flavia                               | Felipe                          | Flavia                          | Melina                      | Rocío                       | Lisandra                    | —                |                   |
| Elisa                |                                  |                                      |                                   |                                      |                                   |                               |                            | Sebastián                            | Rocío                           | Dominique                       | Melina                      | Ignacio                     | Lisandra                    | —                |                   |
| Dominique            | Ernesto                          | Ángela                               | Gemma                             | Cristóbal                            | Romina                            | Luis                          | —                          | Elisa                                | Felipe                          | Oriana                          | Angie                       | Ignacio                     | [ n 2 ]                     |                  |                   |
| Maximiliano          | Francisca                        | Cristóbal                            | Gemma                             | Cristóbal                            | Ángela                            | Luis                          | —                          | Flavia                               | Felipe                          | Tony                            | Luis                        | Ignacio                     | Oriana                      |                  |                   |
| Paula                |                                  |                                      |                                   |                                      |                                   |                               |                            |                                      | Felipe                          | Oriana                          | Angie                       | Ignacio                     | Oriana                      |                  |                   |
| Ignacio              | Francisca                        | Cristóbal                            | Ángela                            | Cristóbal                            | Ángela                            | Luis                          | —                          | Felipe                               | Felipe                          | Silvina                         | Romina                      | Rocío                       |                             |                  |                   |
| Julia                |                                  |                                      |                                   | Cristóbal                            | Romina                            | Lisandra                      | —                          | Flavia                               | Luis                            | Flavia                          | Melina                      | Rocío                       |                             |                  |                   |
| Silvina              | Francisca                        | Cristóbal                            | Joche                             | Cristóbal                            | Ángela                            | Luis                          | —                          | Flavia                               | Dominique                       | Ignacio                         | Melina                      | Sebastián                   |                             |                  |                   |
| Bruno                | Ernesto                          | Cristóbal                            | Gemma                             | Ignacio                              | Romina                            | Lisandra                      | —                          | Flavia                               | Dominique                       | Tony                            | Angie                       |                             |                             |                  |                   |
| Melina               | Fernanda                         | Ignacio                              | Angie                             | Ignacio                              | Romina                            | Luis                          | —                          | Felipe                               | Felipe                          | Ignacio                         | Angie                       |                             |                             |                  |                   |
| Romina               | Angie                            | Cristóbal                            | Gemma                             | Ignacio                              | Ángela                            | Lisandra                      | —                          | Flavia                               | Dominique                       | Tony                            | Angie                       |                             |                             |                  |                   |
| Pascual              | Ernesto                          | Cristóbal                            | Angie                             | Ignacio                              | Ignacio                           | Lisandra                      | —                          | Flavia                               | Felipe                          | Ignacio                         |                             |                             |                             |                  |                   |
| Ámbar                | Oriana                           | Cristóbal                            | Ángela                            | Ignacio                              | Romina                            | Luis                          | —                          | Álex                                 | Ignacio                         |                                 |                             |                             |                             |                  |                   |
| Michael              | Oriana                           | Cristóbal                            | Luis                              | Cristóbal                            | Cristóbal                         | Oriana                        | —                          | Felipe                               |                                 |                                 |                             |                             |                             |                  |                   |
| Fernanda             | Melina                           | Cristóbal                            | Gemma                             | Cristóbal                            | Ángela                            | Lisandra                      | —                          |                                      |                                 |                                 |                             |                             |                             |                  |                   |
| Joche                | Melina                           | Ángela                               | Gemma                             | Cristóbal                            | Ángela                            | Lisandra                      | —                          |                                      |                                 |                                 |                             |                             |                             |                  |                   |
| Ángela               | Ernesto                          | Ignacio                              | Felipe                            | Ignacio                              | Romina                            | Lisandra                      |                            |                                      |                                 |                                 |                             |                             |                             |                  |                   |
| Cristóbal            | Ernesto                          | Ignacio                              | Felipe                            | Ignacio                              | Romina                            | [ n 2 ]                       |                            |                                      |                                 |                                 |                             |                             |                             |                  |                   |
| Leopoldo             | Glendis                          | Cristóbal                            | Ángela                            | Ignacio                              | Cristóbal                         |                               |                            |                                      |                                 |                                 |                             |                             |                             |                  |                   |
| Marcela              | Abraham                          | Cristóbal                            | Gemma                             | Ignacio                              | Cristóbal                         |                               |                            |                                      |                                 |                                 |                             |                             |                             |                  |                   |
| Gemma                |                                  |                                      | Felipe                            | Ignacio                              |                                   |                               |                            |                                      |                                 |                                 |                             |                             |                             |                  |                   |
| Ernesto              | Oriana                           | Luis                                 | Ángela                            |                                      |                                   |                               |                            |                                      |                                 |                                 |                             |                             |                             |                  |                   |
| Glendis              | Oriana                           | Oriana                               | Oriana                            |                                      |                                   |                               |                            |                                      |                                 |                                 |                             |                             |                             |                  |                   |
| Ingrid               | Ernesto                          | Ignacio                              |                                   |                                      |                                   |                               |                            |                                      |                                 |                                 |                             |                             |                             |                  |                   |
| Cuartetos Nominados: | Dominique Leopoldo Marcela Mario | Ernesto Glendis Romina Sebastián     | Leopoldo Marcela Mario Melina     | Álex Julia Luis Oriana               | Ambar Angie Felipe Pascual        | Dominique Francisca Sebastián | Sin nominados              | Bruno Melina Pascual Romina          | Elisa Francisca Sebastián Mario | Elisa Francisca Sebastián Mario | Álex Francisca Sebastián    | Angie Elisa Felipe          | Angie Elisa Felipe          | Sin nominados    | Leandro Lisandra  |
| Cuartetos Nominados: | Ángela Cristóbal Ingrid Pascual  | Ambar Angie Felipe Pascual           | Ernesto Francisca Glendis Pascual | Leopoldo Marcela Mario Romina        | Abraham Francisca Julia Sebastián | Ángela Cristóbal Mario        | Sin nominados              | Ignacio Lisandra Maximiliano Silvina | Maximiliano Paula Silvina       | Bruno Melina Pascual Romina     | Abraham Flavia Tony Rocío   | Dominique Maximiliano Paula | Dominique Maximiliano Paula | Sin nominados    | Francisca Tony    |
| Cuartetos Nominados: | Ernesto 13/28 votos              | Abraham 0/28 votos                   | Abraham 0/28 votos                | Ángela 1/28 votos                    | Ángela 10/27 votos                | Ignacio 0/26 votos            | Sin nominados              | Elisa 2/24 votos                     | Ambar 1/24 votos                | Álex 0/24 votos                 | Angie 9/24 votos            | Ignacio 9/21 votos          | Álex 1/17 votos             | Sin nominados    | Angie 6/10 votos  |
| Cuartetos Nominados: | Glendis 2/28 votos               | Ángela 2/28 votos                    | Ángela 4/28 votos                 | Bruno 0/28 votos                     | Bruno 0/27 votos                  | Lisandra 13/26 votos          | Sin nominados              | Flavia 12/24 votos                   | Angie 0/24 votos                | Luis 0/24 votos                 | Elisa 1/24 votos            | Julia 0/21 votos            | Luis 0/17 votos             | Sin nominados    | Angie 6/10 votos  |
| Cuartetos Nominados: | Michael 0/28 votos               | Cristóbal 14/28 votos                | Cristóbal 0/28 votos              | Cristóbal 13/28 votos                | Cristóbal 3/27 votos              | Maximiliano 0/26 votos        | Sin nominados              | Tony 0/24 votos                      | Felipe 13/24 votos              | Oriana 8/24 votos               | Felipe 2/24 votos           | Silvina 0/21 votos          | Oriana 8/17 votos           | Sin nominados    | Felipe 0/10 votos |
| Cuartetos Nominados: | Romina 0/28 votos                | Ingrid 1/28 votos                    | Gemma 12/28 votos                 | Gemma 1/28 votos                     | Melina 0/27 votos                 | Silvina 1/26 votos            | Sin nominados              | Michael 0/24 votos                   | Felipe 13/24 votos              | Oriana 8/24 votos               | Felipe 2/24 votos           | Silvina 0/21 votos          | Oriana 8/17 votos           | Sin nominados    | Felipe 0/10 votos |
| Cuartetos Nominados: | Abraham Fernanda Francisca Joche | Ignacio Lisandra Maximiliano Silvina | Dominique Fernanda Joche Michael  | Ignacio Lisandra Maximiliano Silvina | Leopoldo Marcela Mario Romina     | Fernanda Joche Julia Michael  | Sin nominados              | Abraham Ambar Angie Felipe           | Bruno Melina Pascual Romina     | Abraham Flavia Tony Rocío       | Bruno Melina Romina         | Abraham Flavia Rocío        | Sin nominados               | Sin nominados    | Sin nominados     |
| Cuartetos Duelistas: | Dominique Leopoldo Marcela Mario | Ernesto Glendis Romina Sebastián     | Leopoldo Marcela Mario Melina     | Leopoldo Marcela Mario Romina        | Abraham Francisca Julia Sebastián | Ángela Cristóbal Mario        | Flavia Tony                | Bruno Melina Pascual Romina          | Ambar Angie Felipe              | Elisa Francisca Sebastián Mario | Angie Elisa Felipe          | Dominique Maximiliano Paula | Angie Elisa Felipe          | Sin duelistas    | Francisca Tony    |
| Cuartetos Duelistas: | Ernesto Glendis Michael Romina   | Abraham Ángela Cristóbal Ingrid      | Ernesto Francisca Glendis Pascual | Ángela Bruno Cristóbal Gemma         | Leopoldo Marcela Mario Romina     | Fernanda Joche Julia Michael  | Fernanda Joche             | Elisa Flavia Tony Michael            | Bruno Melina Pascual Romina     | Bruno Melina Pascual Romina     | Bruno Melina                | Ignacio Julia               | Dominique Maximiliano Paula | Sin duelistas    | Angie Felipe      |
| Eliminado(s):        | Sin eliminado                    | Ingrid                               | Ernesto Glendis                   | Gemma                                | Leopoldo Marcela                  | Ángela Cristóbal              | Fernanda Joche             | Michael                              | Ambar                           | Pascual                         | Bruno Melina                | Ignacio Julia               | Dominique Maximiliano Paula | Elisa Álex Mario | Francisca Tony    |
| Abandonos:           |                                  |                                      |                                   |                                      |                                   |                               |                            |                                      |                                 |                                 |                             | Silvina                     |                             |                  |                   |
| Expulsiones:         |                                  |                                      |                                   |                                      |                                   |                               |                            |                                      |                                 |                                 | Romina                      |                             |                             |                  | Luis Oriana       |

1. ↑  Durante la semana 1 se canceló la eliminación, debido a una lesión de una de las duelistas (Marcela Duque) mientras realizaba la competencia.
2. 1 2 3  No vota por motivos personales.

## «Competencia de salvación y condena»

### Salvación
Cada semana se enfrentan los tres primeros cuartetos amenazados en una competencia de salvación, el cuarteto ganador quedará exento del duelo de eliminación.
| Semana | En riesgo                                                                 | En riesgo                                                                   | En riesgo                                                              | Salvados                             |
| ------ | ------------------------------------------------------------------------- | --------------------------------------------------------------------------- | ---------------------------------------------------------------------- | ------------------------------------ |
| 1      | Dominique Lattimore / Leopoldo Méndez / Marcela Duque / Mario Ortega      | Ángela Duarte / Cristóbal Álvarez / Ingrid Hansen / Pascual Fernández       | Ernesto Contreras / Glendis Leiva / Michael Murtagh / Romina Malaspina | Ángela/Cristóbal/Ingrid/Pascual      |
| 2      | Ernesto Contreras/ Glendis Leiva / Michael Murtagh / Romina Malaspina     | Ambar Montenegro / Angie Jibaja / Felipe Lasso / Pascual Fernández          | Abraham García / Ángela Duarte / Cristóbal Álvarez / Ingrid Hansen     | Ambar/Angie/Felipe/Pascual           |
| 3      | Leopoldo Méndez / Marcela Duque / Mario Ortega / Melina Figueroa          | Ernesto Contreras / Francisca Undurraga / Glendis Leiva / Pascual Fernández | Abraham García / Ángela Duarte / Cristóbal Álvarez / Gemma Collado     | Abraham/Ángela/Cristóbal/Gemma       |
| 4      | Álex Consejo / Julia Fernandes / Luis Mateucci / Oriana Marzoli           | Leopoldo Méndez / Marcela Duque / Mario Ortega / Romina Malaspina           | Ángela Duarte / Bruno Galassi / Cristóbal Álvarez / Gemma Collado      | Álex/Julia/Luis/Oriana               |
| 5      | Ambar Montenegro / Angie Jibaja / Felipe Lasso / Pascual Fernández        | Abraham García / Francisca Undurraga / Julia Fernandes / Sebastián Ramírez  | Ángela Duarte / Bruno Galassi / Cristóbal Álvarez / Melina Figueroa    | Ángela/Bruno/Cristóbal/Melina        |
| 6      | Dominique Lattimore / Francisca Undurraga / Sebastián Ramírez             | Ángela Duarte / Cristóbal Álvarez / Mario Ortega                            | Ignacio Lastra / Lisandra Silva / Maximiliano Ferres / Silvina Varas   | Dominique/Francisca/Sebastián        |
| 7      | Bruno Galassi / Melina Figueroa / Pascual Fernández / Romina Malaspina    | Ignacio Lastra / Lisandra Silva / Maximiliano Ferres / Silvina Varas        | Elisa de Panicis / Flavia Medina / Tony Spina / Michael Murtagh        | Ignacio/Lisandra/Maximiliano/Silvina |
| 8      | Elisa de Panicis / Francisca Undurraga / Sebastián Ramírez / Mario Ortega | Maximiliano Ferres / Paula Bolatti / Silvina Varas                          | Ambar Montenegro / Angie Jibaja / Felipe Lasso                         | Elisa/Francisca/Sebastián/Mario      |
| 9      | Elisa de Panicis / Francisca Undurraga / Sebastián Ramírez / Mario Ortega | Bruno Galassi / Melina Figueroa / Pascual Fernández / Romina Malaspina      | Álex Consejo / Luis Mateucci / Oriana Marzoli                          | Álex/Luis/Oriana                     |
| 10     | Álex Consejo / Francisca Undurraga / Sebastián Ramírez                    | Abraham García / Flavia Medina / Tony Spina / Rocío Marengo                 | Angie Jibaja / Elisa de Panicis / Felipe Lasso                         | Álex/Francisca/Sebastián             |
| 11     | Angie Jibaja / Elisa de Panicis / Felipe Lasso                            | Dominique Lattimore / Maximiliano Ferres / Paula Bolatti                    | Ignacio Lastra / Julia Fernandes / Silvina Varas                       | Angie/Elisa/Felipe                   |
| 12     | Angie Jibaja / Elisa de Panicis / Felipe Lasso                            | Dominique Lattimore / Maximiliano Ferres / Paula Bolatti                    | Álex Consejo / Luis Mateucci / Oriana Marzoli                          | Álex/Luis/Oriana                     |
| 13     | Leandro Penna / Lisandra Silva                                            | Francisca Undurraga / Tony Spina                                            | Angie Jibaja / Felipe Lasso                                            | Leandro/Lisandra                     |

### Condena
Cada semana existe un cuarteto ganador de la «competencia de salvación y condena», el cual se salva y tiene el poder de nominar a un nuevo cuarteto para que este quede en riesgo de ir al duelo de eliminación.
| Semana | Cuarteto ganador                                                          | Cuarteto Nominado                                                     |
| ------ | ------------------------------------------------------------------------- | --------------------------------------------------------------------- |
| 1      | Ángela Duarte / Cristóbal Álvarez / Ingrid Hansen / Pascual Fernández     | Abraham García/Fernanda Figueroa/Francisca Undurraga/José Luis Bibbó  |
| 2      | Ambar Montenegro / Angie Jibaja / Felipe Lasso / Pascual Fernández        | Ignacio Lastra/Lisandra Silva/Maximiliano Ferres/Silvina Varas        |
| 3      | Abraham García / Ángela Duarte / Cristóbal Álvarez / Gemma Collado        | Dominique Lattimore/Fernanda Figueroa/José Luis Bibbo/Michael Murtagh |
| 4      | Álex Consejo / Julia Fernandes / Luis Mateucci / Oriana Marzoli           | Ignacio Lastra/Lisandra Silva/Maximiliano Ferres/Silvina Varas        |
| 5      | Ángela Duarte / Bruno Galassi / Cristóbal Álvarez / Melina Figueroa       | Leopoldo Méndez/Marcela Duque/Mario Ortega/Romina Malaspina           |
| 6      | Dominique Lattimore / Francisca Undurraga / Sebastián Ramírez             | Fernanda Figueroa/José Luis Bibbó/Julia Fernández/Michael Murtagh     |
| 7      | Ignacio Lastra / Lisandra Silva / Maximiliano Ferres / Silvina Varas      | Abraham García/Ambar Montenegro/Angie Jibaja/Felipe Lasso             |
| 8      | Elisa de Panicis / Francisca Undurraga / Sebastián Ramírez / Mario Ortega | Bruno Galassi/Melina Figueroa/Pascual Fernández/Romina Malaspina      |
| 9      | Álex Consejo / Luis Mateucci / Oriana Marzoli                             | Abraham García/Flavia Medina/Tony Spina/Rocío Marengo                 |
| 10     | Álex Consejo / Francisca Undurraga / Sebastián Ramírez                    | Bruno Galassi/Melina Figueroa/Romina Malaspina                        |
| 11     | Angie Jibaja / Elisa de Panicis / Felipe Lasso                            | Abraham García/Flavia Medina/Rocío Marengo                            |
| 12     | Álex Consejo / Luis Mateucci / Oriana Marzoli                             | Sin nominados                                                         |
| 13     | Leandro Penna / Lisandra Silva                                            | Sin nominados                                                         |

## «Voto del público» (Participante favorito)
El público constantemente se encuentra enviando mensajes de texto apoyando a sus participantes favoritos. Esto tiene como consecuencia que el participante más votado se salve junto a su cuarteto de ir a duelo de eliminación.
| Semana | En riesgo                        | En riesgo                            | En riesgo                            | Salvado por el público |
| ------ | -------------------------------- | ------------------------------------ | ------------------------------------ | ---------------------- |
| 1      | Dominique/Leopoldo/Marcela/Mario | Ernesto/Glendis/Michael/Romina       | Abraham/Fernanda/Francisca/Joche     | Abraham García         |
| 2      | Ernesto/Glendis/Romina/Sebastián | Abraham/Ángela/Cristóbal/Ingrid      | Ignacio/Lisandra/Maximiliano/Silvina | Lisandra Silva         |
| 3      | Leopoldo/Marcela/Mario/Melina    | Ernesto/Francisca/Glendis/Pascual    | Dominique/Fernanda/Joche/Michael     | Fernanda Figueroa      |
| 4      | Leopoldo/Marcela/Mario/Romina    | Ángela/Bruno/Cristóbal/Gemma         | Ignacio/Lisandra/Maximiliano/Silvina | Lisandra Silva         |
| 5      | Ambar/Angie/Felipe/Pascual       | Abraham/Francisca/Julia/Sebastián    | Leopoldo/Marcela/Mario/Romina        | Angie Jibaja           |
| 6      | Ángela/Cristóbal/Mario           | Ignacio/Lisandra/Maximiliano/Silvina | Fernanda/Joche/Julia/Michael         | Lisandra Silva         |
| 7      | Bruno/Melina/Pascual/Romina      | Elisa/Flavia/Tony/Michael            | Abraham/Ambar/Angie/Felipe           | Abraham García         |
| 8      | Maximiliano/Paula/Silvina        | Ambar/Angie/Felipe                   | Bruno/Melina/Pascual/Romina          | Maximiliano Ferres     |
| 9      | Elisa/Francisca/Sebastián/Mario  | Bruno/Melina/Pascual/Romina          | Abraham/Flavia/Tony/Rocío            | Abraham García         |
| 10     | Abraham/Flavia/Tony/Rocío        | Angie/Elisa/Felipe                   | Bruno/Melina/Romina                  | Abraham García         |
| 11     | Dominique/Maximiliano/Paula      | Ignacio/Julia/Silvina                | Abraham/Flavia/Rocío                 | Abraham García         |

## Competencias
El reality show se basa en competencias en las cuales se prueba la fuerza, velocidad, habilidad, equilibrio, etc. Para hacer pruebas de estas, se conforman cuartetos, identificados con un color, y se baten en competencias para no eliminar a uno de sus integrantes y permanecer en "La casa del puente" y "La casa del árbol".
| Sem. | En riesgo                        | En riesgo                            | En riesgo                            | En riesgo                            | Cuarteto Duelista 1               | Cuarteto Duelista 2               | Tipo de duelo  | Eliminado(s)                |
| ---- | -------------------------------- | ------------------------------------ | ------------------------------------ | ------------------------------------ | --------------------------------- | --------------------------------- | -------------- | --------------------------- |
| 1    | Dominique/Leopoldo Marcela/Mario | Ángela/Cristóbal Ingrid/Pascual      | Ernesto/Glendis Michael/Romina       | Abraham/Fernanda Francisca/Joche     | Dominique/Leopoldo Marcela/Mario  | Ernesto/Glendis Michael/Romina    | Resistencia    | Sin eliminado               |
| 2    | Ernesto/Glendis Romina/Sebastián | Ambar/Angie Felipe/Pascual           | Abraham/Ángela Cristóbal/Ingrid      | Ignacio/Lisandra Maximiliano/Silvina | Ernesto/Glendis Romina/Sebastián  | Abraham/Ángela Cristóbal/Ingrid   | Habilidad      | Ingrid                      |
| 3    | Leopoldo/Marcela Mario/Melina    | Ernesto/Francisca Glendis/Pascual    | Abraham/Ángela Cristóbal/Gemma       | Dominique/Fernanda Joche/Michael     | Leopoldo/Marcela Mario/Melina     | Ernesto/Francisca Glendis/Pascual | Destreza       | Ernesto/Glendis             |
| 4    | Álex/Julia Luis/Oriana           | Leopoldo/Marcela Mario/Romina        | Ángela/Cristóbal Bruno/Gemma         | Ignacio/Lisandra Maximiliano/Silvina | Leopoldo/Marcela Mario/Romina     | Ángela/Cristóbal Bruno/Gemma      | Habilidad      | Gemma                       |
| 5    | Ambar/Angie Felipe/Pascual       | Abraham/Francisca Julia/Sebastián    | Ángela/Cristóbal Bruno/Melina        | Leopoldo/Marcela Mario/Romina        | Abraham/Francisca Julia/Sebastián | Leopoldo/Marcela Mario/Romina     | Agilidad       | Leopoldo/Marcela            |
| 6    | Dominique/Francisca Sebastián    | Ángela/Cristóbal Mario               | Ignacio/Lisandra Maximiliano/Silvina | Fernanda/Joche Julia/Michael         | Ángela/Cristóbal Mario            | Fernanda/Joche Julia/Michael      | Destreza       | Ángela/Cristóbal            |
| 7    |                                  |                                      |                                      |                                      | Flavia/Tony                       | Fernanda/Joche                    | Habilidad      | Fernanda/Joche              |
| 7    | Bruno/Melina Pascual/Romina      | Ignacio/Lisandra Maximiliano/Silvina | Elisa/Flavia Tony/Michael            | Abraham/Ambar Angie/Felipe           | Bruno/Melina Pascual/Romina       | Elisa/Flavia Tony/Michael         | Destreza       | Michael                     |
| 8    | Elisa/Francisca Sebastián/Mario  | Maximiliano/Paula Silvina            | Ambar/Angie Felipe                   | Bruno/Melina Pascual/Romina          | Ambar/Angie Felipe                | Bruno/Melina Pascual/Romina       | Agilidad       | Ambar                       |
| 9    | Elisa/Francisca Sebastián/Mario  | Bruno/Melina Pascual/Romina          | Álex/Luis Oriana                     | Abraham/Flavia Tony/Rocío            | Elisa/Francisca Sebastián/Mario   | Bruno/Melina Pascual/Romina       | Resistencia    | Pascual                     |
| 10   | Álex/Francisca Sebastián         | Abraham/Flavia Tony/Rocío            | Angie/Elisa Felipe                   | Bruno/Melina Romina                  | Angie/Elisa Felipe                | Bruno/Melina                      | Destreza       | Bruno/Melina                |
| 11   | Angie/Elisa Felipe               | Dominique/Maximiliano Paula          | Ignacio/Julia Silvina                | Abraham/Flavia Rocío                 | Dominique/Maximiliano Paula       | Ignacio/Julia                     | Fuerza         | Ignacio/Julia               |
| 12   | Angie/ElisaFelipe                | Dominique/Maximiliano Paula          | Álex/Luis Oriana                     |                                      | Angie/Elisa Felipe                | Dominique/Maximiliano Paula       | Destreza       | Dominique/Maximiliano Paula |
| 13   | Leandro/Lisandra                 | Francisca/Tony                       | Angie/Felipe                         | Francisca/Tony                       | Angie/Felipe                      | Habilidad                         | Francisca/Tony |                             |

1. ↑  Durante la semana 1 se canceló la eliminación, debido a una lesión de una de las duelistas (Marcela Duque) mientras realizaba la competencia.

     El cuarteto gana la competencia de salvación y condena, por ende se salva y no enfrenta el duelo de eliminación.
     El cuarteto es el más votado por el público, por ende se salva y no enfrenta el duelo de eliminación.

## Gran final
Antes de la final se anunció a los finalistas que pasan directo a la final por votos telefónicos, los elegidos fueron Lisandra Silva y Leandro Penna. La gran final se realizó el día domingo 25 de junio de 2017, a las 22:30 horas, en el sector de Calera de Tango, la semifinal y final fue transmitida en vivo y en directo, en donde la pareja de Leandro Penna y Lisandra Silva se alzaron como los grandes ganadores y se adjudicaron el premio de $20.000.000 para cada competidor.
| Semifinalistas                  | Tipo de Competencia               | Finalistas                   | Tipo de Duelo                                     | Ganadores                    |
| ------------------------------- | --------------------------------- | ---------------------------- | ------------------------------------------------- | ---------------------------- |
| Abraham García Flavia Medina    | Habilidad, agilidad y resistencia | Abraham García Flavia Medina | Habilidad, coordinación, resistencia y equilibrio | Leandro Penna Lisandra Silva |
| Angie Jibaja Felipe Lasso       | Habilidad, agilidad y resistencia |                              | Habilidad, coordinación, resistencia y equilibrio | Leandro Penna Lisandra Silva |
| Rocío Marengo Sebastián Ramírez | Habilidad, agilidad y resistencia | Leandro Penna Lisandra Silva | Habilidad, coordinación, resistencia y equilibrio | Leandro Penna Lisandra Silva |

## Recepción
Doble tentación fue estrenado el 16 de enero de 2017. El estreno del programa consiguió promediar 22.3 puntos de rating y logró varios peak de 25 unidades, liderando la sintonía en su horario entre las 23:15 y las 01:00 horas. En ese mismo tramo, TVN promedió 8.6, seguido por Canal 13 con sus 8.4 puntos y Chilevisión con 5.3. De esa forma, la nueva apuesta del género hecha por Mega se ubicó en el segundo lugar del ranking de sintonía diario, que encabezó la teleserie nacional Sres. Papis con sus 23.4 puntos de rating (entre las 22.37 y las 23.14 horas), entregando un excelente piso de sintonía al reality debut.
Tras casi un mes en pantalla, Doble tentación se perfiló como el espacio veraniego más sintonizado de la televisión local. Así, el 7 de febrero de 2024 se indicó que el programa de telerrealidad promedió 18.9 puntos de rating desde su estreno, logrando superar cómodamente a los diversos competidores de los otros canales.Luego de cumplirse dos meses desde su estreno, el programa decidió hacer cambios en medio de críticas y denuncias. Así, la venezolana Oriana Marzoli, que también participó en los encierros de Amor a prueba (2014-15) y ¿Volverías con tu ex? (2016), se convirtió en una de las participantes más controversiales del programa, generando diversas críticas y convirtiéndose, además, en una de las más cuestionadas por los televidentes. En tal contexto, Doble tentación recibió más de 1.100 denuncias al Consejo Nacional de Televisión, las cuales fueron lideradas por los dichos de Marzoli. De esta manera, mientras las críticas por el contenido que se genera en la casona de Calera de Tango se incrementaron y las denuncias de los televidentes aumentaron, los productores del reality optaron por generar cambios al interior del espacio a través de eliminaciones especiales y el ingreso de nuevos participantes.
El programa finalizó el día 25 de junio de 2017, liderando en sintonía y triplicando a su competencia. Entre las 22:45 y 00:52 horas Mega obtuvo 21.3 puntos de rating, muy por encima de los otros canales. Chilevisión se quedó con el segundo lugar con 7.3 puntos, de cerca lo siguió Canal 13 con 7.2 y finalmente TVN, con 6.7. Además el espacio fue trending topic número 1 a nivel mundial con el hashtag #GranFinalDT y alcanzó 90.000 mil conectados en línea vía YouTube desde el extranjero, consolidándose como un fenómeno internacional sin precedentes.